# Datnioididae

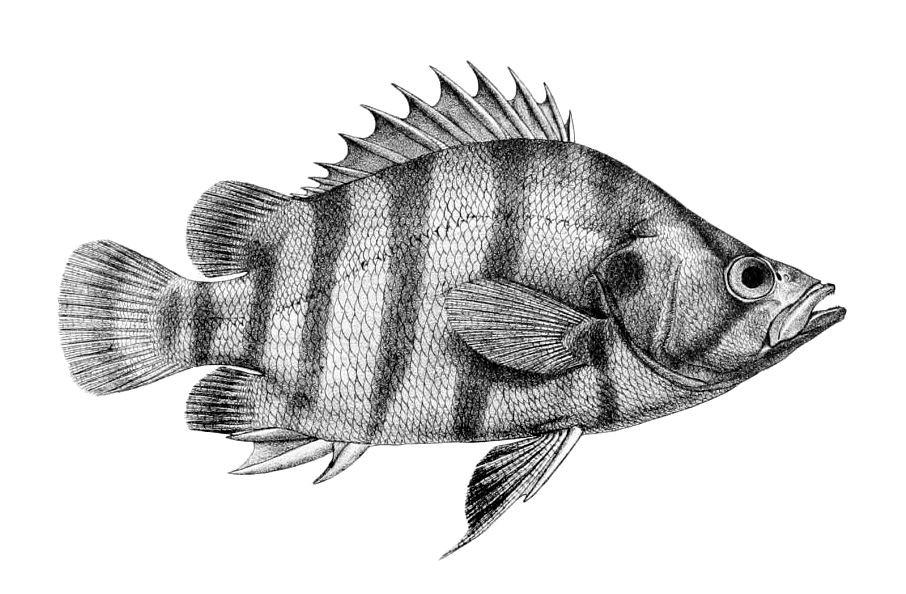
Datnioides polota

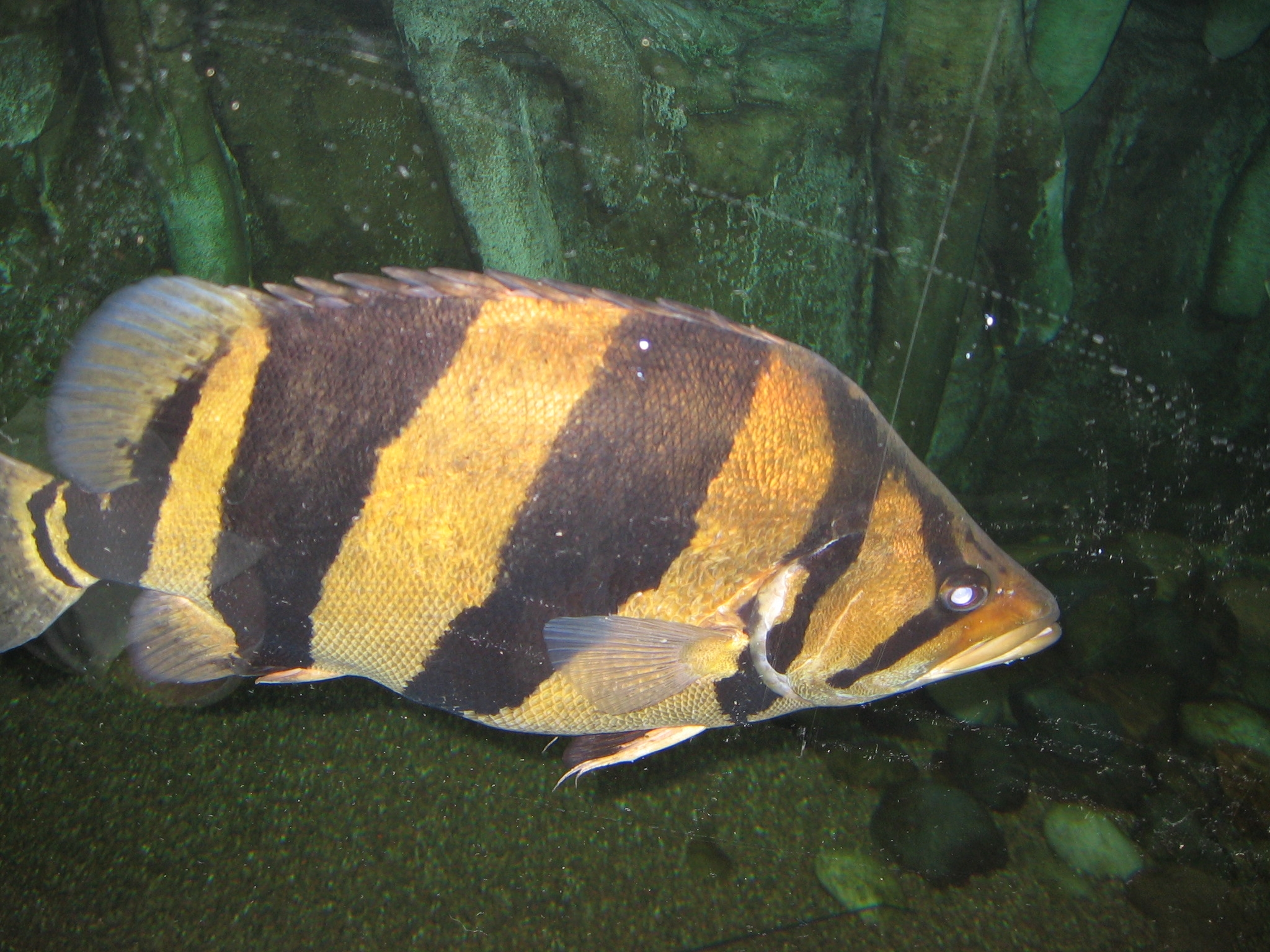
Datnioides microlepis

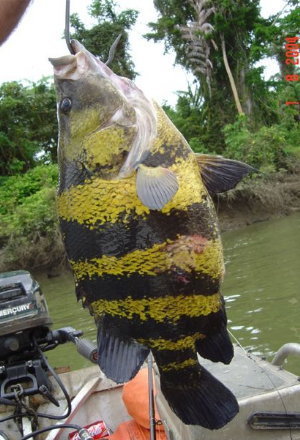
Datnioides campbelli

I Datnioididae sono una famiglia di pesci ossei d'acqua dolce e salmastra dell'ordine Perciformes. Vi è compreso il solo genere Datnioides, con 5 specie.

## Distribuzione e habitat
L'areale della famiglia è limitato alle acque dolci e salmastre della parte tropicale dell'Asia tra l'India e il Borneo.

## Descrizione
Hanno corpo alto e lateralmente compresso, con una pronunciata gibbosità nella parte mediana del dorso. Le pinne dorsali sono due, contigue, la prima dotata di 12 robusti raggi spinosi e la seconda, più breve, di raggi molli. La pinna anale ha alcuni raggi spinosi. La pinna caudale è arrotondata: i lobi posteriori con raggi molli delle pinne impari hanno aspetto simile e possono dare l'impressione che il pesce sia dotato di tre pinne caudali. Sono privi di denti.
Sono pesci di media taglia, la cui taglia massima è di circa 30 – 40 cm. Datnioides microlepis è la specie più grande con 45 cm di lunghezza massima.

## Biologia
I giovanili si mimetizzano imitando una foglia morta e lasciandosi trasportare dalla corrente.

## Specie
- Genere Datnioides
  - Datnioides campbelli
  - Datnioides microlepis
  - Datnioides polota
  - Datnioides pulcher
  - Datnioides undecimradiatus

.